# Värsta plattan
Värsta plattan är ett album av den sverigefinske rapparen Markoolio, släppt 4 april 2007. Albumet sålde platina.
På ett par spår mellan andra låtar finns sketcher med, och de spelas av David Hellenius och Peter Magnusson från TV-programmet Hey Baberiba. Bland annat gör de sina kända imitationer av Sveriges kung, Carl XVI Gustaf, och Sveriges kronprins Carl Philip, samt även av Idol-juryn. Medverkande på albumet är även Linda Bengtzing och Tilde Fröling.

## Låtlista
1. Kungen ringer Markoolio - 2:37
2. Värsta schlagern (duett med Linda Bengtzing) - 3.01
3. Ingen sommar utan reggae - 3:48
4. Markoolio söker till Idol - 0.50
5. Idollåten - 4:15
6. Emma Emma (duett med Tilde Fröling) - 3.33
7. Markoolio kommer till kalaset - 1:34
8. Min lilla mojo-grej - 3.41
9. Rymden runt på 24 dar - 3:09
10. Vad gör du - 3.18
11. Partypest - 4:15
12. Betalningen - 1.11
13. Pimpar loss - 3:50
14. Värsta schlagern videon

## Singlar från albumet
- Värsta schlagern
- Ingen sommar utan reggae
- Emma, Emma
- Idollåten

## Listplaceringar
| Lista (2007) | Topplacering |
| ------------ | ------------ |
| Sverige      | 2            |